# 小口副银鲈
小口副银鲈（学名：Parequula melbournensis）是银鲈科副银鲈属下的一个物种，是副银鲈属的唯一种。该物种由弗朗索瓦-路易·拉波尔特于1872年首次描述。小口副银鲈原产于澳大利亚南部沿海水域，水深3至100m处的区域。该物种的身长可达22厘米。

## 描述
小口副银鲈与半带银鲈外形相似，但可以通过长臀鳍和向后弯曲的长背鳍进行区分。